# Rhaucoides nasa
Rhaucoides nasa is een hooiwagen uit de familie Cosmetidae. De soort werd voor het eerst in 2022 geldig beschreven door Medrano, García & Kury.
De soort is waargenomen in Colombia.